# Chamberlayne
Chamberlayne – jednostka osadnicza w Stanach Zjednoczonych, w stanie Wirginia, w hrabstwie Henrico.